# سیکلوهگزیل‌آمین
سیکلوهگزیل‌آمین (به انگلیسی: Cyclohexylamine) یک ترکیب شیمیایی با شناسه پاب‌کم 7965 است. که جرم مولی آن 99.17 می‌باشد. شکل ظاهری این ترکیب، مایع زرد روشن است.